# Betta pugnax
Betta pugnax es una especie de pez de la familia Osphronemidae.